# 藤村直樹 (俳優)
藤村 直樹（ふじむら なおき、1990年8月30日 - ）は、日本の俳優である。岐阜県出身。

## 略歴
- 2005年 TBS『花より男子』に出演して芸能界入り。
- 2008年7月 坂上忍監督のケータイドラマ『恋愛約束』に出演し、本格的に俳優デビュー。同年12月公開の映画『赤い糸』で映画初出演。
- 2010年1月から2月 舞台『友情〜秋桜のバラード〜』(2010年度版)で銀座博品館劇場にて初舞台初主演。同年8月から9月に同作再演公演を同劇場他にて主演。
- 2012年5月 大河ドラマ『平清盛』源為仲役で大河ドラマ初出演。
- 2017年9月 初の海外ツアー公演（「ゴーストよ、こんにちわ」にて）

## 人物
特技はサッカー、書道。趣味は犬と遊ぶこと、銭湯巡り。愛犬家であり、自身でもトイプードルを飼っている。資格は、普通自動車免許。身長172cm。2014年3月15日に、亜細亜大学法学部を卒業。

## 出演

### テレビドラマ
- 花より男子第5話（2005年、TBS） - 生徒 役
- ケータイドラマ『恋愛約束』（2008年7月、魔法のiらんど） - 山川 役
- キャットストリート第4話（2008年、NHK） - 安田博之 役
- 愛の劇場40周年記念番組「ラブレター」第11話（2008年、TBS） - 陽子に恋する男子生徒 役
- 赤い糸（2008年12月 - 2009年2月、フジテレビ) - 男子生徒 役（レギュラー）
- NHKワンセグドラマ「風歩」第1話（2009年2月、NHKワンセグドラマ） - クラスメイト役
- 経済ドキュメンタリードラマ ルビコンの決断
  - 命を削って命を守った政治家 山本孝史の命の決断（2009年5月21日、テレビ東京）
- 侍戦隊シンケンジャー第三十幕～操学園～（2009年、テレビ朝日） - 男子生徒 役
- 明日の光をつかめ2（2011年7月 - 9月、東海テレビ） - 小川祐二 役（レギュラー）
- 大河ドラマ 平清盛第20回～第24回（2012年、NHK） - 源為仲 役
- 恐怖の稽古場（2013年3月、B-FLAT CREW on YouTube）
- ハードナッツ! 〜数学girlの恋する事件簿〜 第1話・第2話（2013年10月20日・27日、NHK BSプレミアム） - 安田総一郎 役
- 月曜ゴールデン 伝説の監察医 オニグマの事件簿2（2015年6月1日、TBS） - ランニング中の男 役
- ON 異常犯罪捜査官・藤堂比奈子 第4話（2016年8月2日、フジテレビ） ‐ 小野寺誠 役
- ザ・ドキュメンタリー『将棋の神様　名人・升田幸三「次の一手」』（2017年11月16日、BS朝日） ‐ 升田静夫 役
- 東京カレンダー「港区おじさん｣渋谷スクランブル編　91話～93話（2019年1月～2月、東京カレンダー） - ギャング 役
- NHKEテレ｢天才てれびくんYOU｣
  - 2019年4月8日～11日放送分 - 木人 役
  - 2019年7月10日放送分 - サッカー選手役/うどん屋店員 役
- 日本テレビ｢1億人の大質問!?笑ってコラえて!｣
  - 日本列島　名前の旅内再現ドラマ(2019年4月17日) - 天文館のラーメン屋店主 役
- フジテレビ「奇跡体験!アンビリバボー｣
  - ～子供たちにワクワクを　日本の礎を作った男～(2019年4月25日) - 教師（校長の息子）役
  - 〜TOTOトイレウォッシュレット開発秘話〜(2021年7月29日) - 工務店店主 役
- TBS「1番だけが知っている」
  - ～芸能人を10人以上逮捕した伝説の麻薬取締官・小林潔が激白!～編(2019年5月6日) - 大物俳優 役
  - フランス料理界1番の衝撃事件!三つ星に人生を捧げた天才を襲った悲劇!編(2019年12月16日) - 山口浩 役
- テレビ東京「世界ナゼそこに?日本人 〜知られざる波瀾万丈伝〜｣
  - 「私は失敗しない」手術成功率驚異の99%!アメリカで3千人の命を救い忍者と称えられるスーパードクター」(2019年7月1日)　-　主演・山之内大 役
- 夢食堂の料理人〜1964東京オリンピック選手村物語〜（2019年7月23日、NHK総合） - 料理人 役
- 日本テレビ｢偽装不倫｣4話～5話（2019年7月31日、8月7日 ） - 取引先社員 役
- 「中居正広の金曜日のスマイルたちへ｣
  - 岡村隆史編(2019年11月15日、TBS) - 遠藤章造 役
- 「令和を変える!日本人の大発明　～あの定番商品はじめて物語～　スゴイぞ閃きの瞬間」(2019年12月30日、BSテレビ東京) - 主演・島村雅人 役
- ドラマW｢頭取 野崎修平｣第2話（2020年1月26日、wowow) - 合併検討委員･長澤 役
- 不要不急の銀河（2020年7月23日、NHK総合） - 宅配業者 役
- TBS｢日本を変えた!あの重大事件の新事実｣
  - たった1機の救助ヘリコプター（2020年12月20日、TBS） - 葉山修英 役
- コールドケース3 〜真実の扉〜第8話「汚名」（2021年1月30日、wowow） - 刑事 役
- テレビ東京「新美の巨人たち」
  - 『神田明神』×本仮屋ユイカ…時代を越えて江戸っ子に愛される理由(2021年2月20日) - 氏子 役
- 脳科学弁護士 海堂梓 ダウト（2021年4月12日、テレビ東京系） - ムラマツの友人 役※スチール出演
- 日本テレビ「ザ!世界仰天ニュース」
  - ～なぜ見かけなくなった?うさぎ跳びの真実!(2021年9月14日) - 教師 役
- ミステリと言う勿れ 第8話～第9話（2022年2月28日・3月7日、フジテレビ） - ストーカー 役
- 120秒のターニング映画
  - クロちゃん編(2022年3月20日、日本テレビ) - 団長安田 役
- 「不思議体験ファイル 信じてください!!」
  - 機長はアラスカ上空でUFOを目撃した編(2022年3月29日、関西テレビ) - 副操縦士・為藤隆憲 役

### 映画
- 赤い糸（2008年12月20日公開、村上正典監督） - 男子生徒役
- 夜明けの前(2011年2月5日公開、佐藤大輔監督) - 主演・駒崎役
- 短編映画「星☆に願いを」(2012年、水元泰嗣監督) - カップル役
- コンビニエンス・ストーリー(2022年8月5日公開、三木聡監督) - 客役
- 沈黙のパレード（2022年9月16日公開予定、西谷弘監督） - 記者 役

### 舞台
- 2010年度版『友情〜秋桜のバラード〜』（2010年1月 - 2月、作：布勢博一/演出：田中林輔・吉村ゆう） - 主演・森山信一 役
- 2010年度版『友情〜秋桜のバラード〜』再演（2010年8月 - 9月、作：布勢博一/演出：田中林輔・吉村ゆう） - 主演・森山信一 役
- ミュージカル『株式会社893』（2011年9月、作・演出：坂上忍） - 蟹江 役
- Rainmen in noёl 雨男たちのクリスマス〜"リコ"という名の天使〜（2011年12月13日 - 14日、作・演出:本田誠人） - アシスタントウェイター 役
- 流山児★事務所『田園に死す』（2012年2月、原作：寺山修司/脚本・演出：天野天街） - タンカ 役
- ala Collectionシリーズ vol.5『高き彼物』（2012年6月 - 7月、作・演出：マキノノゾミ） - 主演・藤井秀一 役
- ペテカンvol.36『ワルツ』（2012年9月、作・演出：本田誠人） - 野々村大吾 役
- 流山児★事務所『田園に死す●最終上演』（2014年2月 - 3月、原作：寺山修司/脚本・演出：天野天街） - タンカ 役
- 2014年度版『友情〜秋桜のバラード〜』（2014年9月 - 12月、作：布勢博一/演出：田中林輔・安部晴治） - 小松原恭一 役
- カクシンハン第7回公演『オセロー Black or White』（2015年4月 - 5月、作：Wシェイクスピア/演出：木村龍之介） - 軍人 / 役人 / 楽師 役
- ラフカット2015『愚かなる人』（2015年6月、作・演出：太田善也） - 主演・小林直人 役
- ラチェットレンチ10『落伍者、改。』（2015年9月、作：大春ハルオ/演出：三浦佑介） - 相楽亭爽々 役
- J-Theater 日本人作家シリーズ 東京ハイビームvol.8『Hospital』（2015年11月、作・演出：吉村ゆう） - 琢磨 役
- ソラリネのユメvo.12『ふぁみりー（支柱）』（2015年12月、作・演出：佐藤信也） - ホソカワエイジ 役
- B-FLAT CREWアトリエ冬公演（2015年12月、作・演出：大平ユウヂ・伊藤誠） - 『ヘレカツかなぁ』 主演・兄 役 / 『冬のキリギリスたちへ』 蛍原 役
- 東京ハイビームvol.9『SHORT GUN』 オムニバス公演（2016年4月、作：吉村ゆう・鈴木アツト・笠井健夫・鹿目由紀/演出：吉村ゆう） - 『突っ走れ、花嫁!!』 安藤吾郎 役 / 『ある日突然に〜サダオシリーズ3』 主演・ブービー 役 / 『はなしあい』 翔太2 役 / 『もしパン』 主演・カトウ 役
- ゴブリン串田のミニシアター『門出』（2016年5月、作・演出：ゴブリン串田） - 濱田 役
- 東京ハイビーム+四谷天窓提携公演『ミッドナイト』（2016年8月、原作：手塚治虫/脚本・演出：吉村ゆう） -  主演・珍念 役（第1話） / 斉藤はじめ 役（第2話）
- オールアクトカンパニーVol.19『ヴェニスの商人』（2016年8月 - 9月、作：Wシェイクスピア/演出：石山雄大） - ロレンゾー 役
- ソラリネのユメvo.14『ふぁみりー（内壁）』（2016年9月、作・演出：佐藤信也） - ナグラショウタ 役
- 東京ハイビームvol.10『SHORT GUN SECOND SHOT』 オムニバス公演（2016年11月、作：鈴木アツト・笠井健夫・清野拓人・鹿目由紀・吉村ゆう/演出：吉村ゆう） - 『パパの好きな人』 伊東慶介 役 / 『裸で散歩』 主演・ブービー 役 / 『だましあい』 良彦2 役 / 『夕立のいたずら』 主演・小糸 役
- 東京ハイビームvol.11『My Sweet Baby』（2017年5月、作・演出：吉村ゆう） - 東大 役
- 東京ハイビーム+四谷天窓提携企画ロングラン公演『私を殺して...』（2017年7月 - 10月、脚本：イ・フンクック/脚色・演出：吉村ゆう） - 訪問者 役（栂村年宣・キムセイル・深見亮介とクワトロキャスト）
- グミ東アジア演劇祭公式招聘作品 韓国ツアー『ゴーストよ、こんにちわ』（2017年9月6日 - 7日、釜山ハンギョルアートホール/9月10日、グミ東アジア演劇祭参加、作・演出：吉村ゆう） -  主演・佐竹健一 役
- 東京ハイビームvol.12『SHORT GUN THIRD SHOT』 オムニバス公演（2017年12月、作：鈴木アツト・鹿目由紀・清野拓人・中澤功・吉村ゆう、演出：吉村ゆう） - 『天才の推理と凡人の心理』 西山役 / 『ムギちゃん、ハルちゃん、五万円』 マツモト役 / 『その扉は開けないで～Don't open the door～』 主演・ブービー 役 / 『アニバーサリー』 主演・旅人1 役/『ゴーストよ、こんにちわ』 主演・佐竹健一 役
- 東京ハイビーム×ベニバラ兎団　合同企画 2～3月ロングラン公演「Selection Theater」(2018年2月20日～3月10日)※「俺たちの旅路｣～サダオシリ-ズ～に主演。久下恭平独り芝居『リリアン』に日替わりゲスト出演。
- 「永遠の一秒」埼玉公演2018（2018年4月、作・演出：畠山貴憲） - 石井義貴 役
- ラフカット2018『僕らの力で世界があと何回救えたか』（2018年6月、作：高羽彩・演出：堤泰之） - 若林役
- 劇団ココカラ制作委員会『ANGRA少女』(2018年7月、作・演出：葛西一郎） - 彰(語り手)役
- 東京ハイビームvol.13『Welcome to パラダイス』（2018年8月、作・演出：吉村ゆう） - 勝也（勝ちゃん）役
- 東京ハイビームvol.14『SHORT GUN 4th SHOT』 オムニバス公演（2018年12月) - 『ラストステージをあなたと』中田ヤスラカ役/『『聖なる夜の不純な奴ら』 主演・サンタ 役 /『裸で散歩』 主演・ブービー 役 /『素敵な同居』 主演・ハジメ 役
- 『分際』（2018年12月、作・演出：矢島弘一) - 萬田始一役
- 『翼の折れた堕天使』（2019年3月、作・演出：藤木靖之) - 主演・圭介 役
- ☆東京ハイビーム＋日本放送作家協会60周年企画★ロングランシアター『私を殺して・・・』(2019年5月 - 7月、脚本：イ・フンクック/脚色・演出：吉村ゆう） - 訪問者 役（鈴木つかさ、栂村年宣、キム・セイル、イ・テガンと日替わり）
- 第31回池袋演劇祭参加作品 東京ハイビームvol.15『ホスピタル』（2019年9月、作・演出：吉村ゆう) - 琢磨 役
- Stokes/Park 2nd「フィルタリング」(2020年1月～2月、作・演出：白鳥 雄介) - 藤山役
- 東京ハイビームプロデュース　池袋演劇祭参加作品「新My Sweet Baby」（2021年9月、作・演出：吉村ゆう） - 東大 役
- 東京ハイビームPresents　2021年度池袋演劇祭大賞受賞公演『ＯＨ！Ｍｙゴ－スト』(2022年8月‐9月、作・演出：吉村ゆう) - ゴースト役(※2022年9月3日-4日のみゲスト出演)
- 黄金のコメディフェスティバル2022＜グーチーム＞東京ハイビーム『ゴーストよ、こんにちは!』(2022年10月、作・演出：吉村ゆう) - 佐竹健一役、ゴーストA役、ゴーストB役、ゴーストC役（1人4役）
- 東京ハイビーム vol.17 『SHORT GUN 6th SHOT』SIDE B「犬も食わない」(2023年4月、作・演出 :吉村ゆう) - 先輩教師役(2023年4月30日のみゲスト出演)

### CM・広告
- Z会 東大マスターコース 通信教育パンフレット（2009年 - 2010年）
- ヤマダイ「ニュータッチ 凄麺」（2010年 - 2011年）
- WEB CM「TikTok　MEME」（2020年 - 2021年）
- 地方競馬ブランド「ドラマチック・ラン」(2020年 - 2022年)
- JabraSpeak シリーズ　広告・ＣＭ(2021年 - 2023年)
- 桃太郎電鉄(2021年-2022年)
- ダイダン「設備を人体に例えるなら」TVCM（2022年 - 2024年）

### PV
- 及川亜美『ハッピーエンドに続く道』（2008年）

### ラジオドラマ
・第７回ラジオ日本 杉崎智介脚本賞受賞作品「彼女のPKO問題」(2019年3月/作：岩本憲嗣、演出：松浦正和) - 笠井役

### イベント・その他
- 宝塚スカイステージ(2010年1月)
- 美童浪漫大活劇『八犬伝』（第二部）プレ公開稽古イベント（2010年9月30日）
- Musica Celeste『第九』（2010年12月、ザ・プリンス パークタワー東京） - 合唱団歌手として出演
- 可児市 花フェスタ記念公園 園内イベント（2012年6月3日）
- ケーブルテレビ可児「カニバラ」(2012年6月9日～15日)
- 東京ハイビーム・四谷天窓提携企画ロングラン公演『私を殺して...』イベント　東京ハイビームトークショー（2017年10月6日、四谷天窓） - イベントMC
- としまテレビ「としま情報スクエア」(2021年10月23日)
- スキマスイッチ TOUR 2022 "café au lait"オープニング映像(2022年2月～12月) - 常田真太郎役